# Squelette en armure

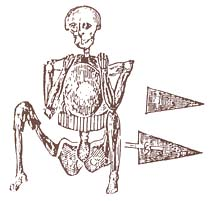
Croquis du squelette en armure.

Le squelette en armure est un curieux objet découvert à Fall River au Massachusetts en 1832, et détruit lors d'un incendie en 1843.
Plusieurs hypothèses ont été élaborées concernant son origine : amérindien, phénicien, carthaginois, égyptien, viking, colon européen ou même une fraude.

## Littérature et musique
Cette découverte a donné lieu à un poème de Henry Longfellow. Le poème, The Skeleton in Armor  édité en 1841 qui suit une histoire qui ne tient plus aujourd'hui : certains ayant interprété cette sépulture comme celle du Viking Thorwald.
En 1900, le compositeur britannique Joseph Holbrooke, s'inspirant du poème de Longfellow, a écrit un poème symphonique (opus 32), d'abord intitulée comme le poème puis, à la création, renommé The Viking.